# Csertalakos
Csertalakos là một thị trấn thuộc hạt Zala, Hungary. Thị trấn này có diện tích 1,99 km², dân số năm 2010 là 27 người, mật độ 14 người/km².